# 盧保斯·卡文拿
盧保斯·卡文拿（Ľuboš Kamenár，1987年6月17日—），斯洛伐克足球運動員，司職守門員，現時由法乙球隊南特。

## 球會生涯
卡文拿在家鄉球隊泰拿華斯巴達出道。在那裡，他由青年隊打到成年隊。在成年隊他5度出賽。
2005年1月，他簽約柏沙卡。在2007-08賽季，他贏得了甲組聯賽冠軍和斯洛伐克杯。
2009年7月2日，卡文拿加盟南特，簽署一份為期五年的合同
。

## 國際賽
盧保斯在08年10月11日於2010年世界杯預選賽3:1戰勝聖馬力諾打出了自己的第一項國際賽。

## 榮譽
柏沙卡
- 斯洛伐克甲組聯賽: 2008
- 斯洛伐克盃: 2008

## 連結
- Player profile （页面存档备份，存于） （斯洛伐克文）
- Ľuboš Kamenár[永久] at ligue1.com
- 盧保斯·卡文拿 – FIFA國際賽競賽紀錄 (存檔)